# Egilmar II de Oldemburgo
Egilmar II (también Elimar, fl. 1108-1142) fue un conde de Oldemburgo desde 1108 hasta 1142. Era el hijo de Egilmar I, conde de Aldenbuch y su esposa Riquilda de Ditmarschen. Extendió sus territorios hasta Frisia. 
Es un antepasado directo, por línea materna, del rey Felipe VI de España y, por línea masculina, de Felipe de Edimburgo y por lo tanto de Carlos III del Reino Unido.

## Matrimonio y descendencia
Egilmar se casó antes de 1102 con Eilika de Werl-Rietberg, hija de Enrique, conde de Rietberg. Llevó el título de conde titular de Werle-Rietberg gracias a su matrimonio. Se conocen cinco hijos de esta unión:
- Enrique I (h. 1122 – 1167), conde de Oldemburgo, conde de Bruchhausen, conde de Wildeshausen;
- Cristián el Pendenciero (h. 1123 - 1167), conde de Oldemburgo;
- Beatriz (h. 1124 – antes de 1184), se casó en 1150 con Federico de Ampfurt;
- Eilika de Oldemburgo (h. 1126 - 28 de febrero de 1189) se casó con Enrique I, conde de Tecklemburgo;
- Otón (h. 1130 – 22 de julio de 1184), preboste de Bremen.